# Farman F.192
Le Farman F.192 est un avion de raid français construit durant l'entre-deux-guerres. Il est directement dérivé de l'avion de ligne Farman F.190. Il a notamment été utilisé pour établir des vols historiques, et des records.

## Historique
Le Farman F.192 fut utilisé le 1er mai 1930 pour établir un vol record d'une durée 35 heures et 45 minutes. C'est l'aviatrice Léna Bernstein qui se trouvait aux commandes. Elle établit ce jour-là le record mondial toutes catégories, et record féminin. Il fut aussi utilisé en 1929 par trois pionniers de l'aviation civil : Jean Michel Bourgeois (Mécanicien du vol), Marcel Goulette (le Capitaine Aviateur) et enfin Marchesseau ( l'Adjudant Chef Pilote) partent tous les trois de Bourget le 17 Octobre 1929 pour établir la toute premier liaison en avion, entre Paris et l'île de la Réunion.

## Aspects techniques
Le Farman F.192 se présente sous la forme d'un monoplan à aile haute haubanée monomoteur propulsé par un moteur en étoile Salmson type 9 ABb, performant et à la fiabilité reconnue. Il développe une puissance de 230 chevaux. Doté d'un cockpit biplace côte à côte il dispose d'une cabine pouvant accueillir six passagers. Son fuselage est construit en bois et contreplaqué. Il dispose d'un train d'atterrissage classique fixe.

## Préservation
Le Farman F.192 numéro 4 est préservé par le Musée de l'Air et de l'Espace depuis avril 1960. Il est présenté sous l'immatriculation F-AJJB.

## Sources & références

### Sources bibliographiques
- Michel Marmin, Encyclopédie "Toute l'aviation", Editions Atlas, 1993
- Musée de l'Air et de l'Espace Halls A et B, Musée de l'Air et de l'Espace, 1986

### Sources internet
- Crezan Aviation